# Jolley (Iowa)
Jolley é uma cidade localizada no Estado americano de Iowa, no Condado de Calhoun.

## Demografia
Segundo o censo americano de 2000, a sua população era de 54 habitantes.
Em 2006, foi estimada uma população de 33, um decréscimo de 21 (-38.9%).

## Geografia
De acordo com o United States Census Bureau tem uma área de
0,3 km², dos quais 0,3 km² cobertos por terra e 0,0 km² cobertos por água.

## Localidades na vizinhança
O diagrama seguinte representa as localidades num raio de 16 km ao redor de Jolley.